# سفارة تونس في بولندا
سفارة تونس في بولندا هي أرفع تمثيل دبلوماسي لدولة تونس لدى بولندا. تقع السفارة في وهي تهدف لتعزيز المصالح التونسية في بولندا.

## وصلات خارجية
- قائمة سفارات تونس
- قائمة السفارات في بولندا